# ياروسلاف ريباكوف
 ياروسلاف فلاديميروفيتش ريباكوف  ( الروسية : Ярослав Владимирович Рыбаков ؛ ولد في 22 نوفمبر 1980 موغيليف ، جمهورية بيلوروسيا الاشتراكية السوفياتية ، اتحاد الجمهوريات الاشتراكية السوفياتية) لاعب القفز العالي الروسي و حامل الميدالية الذهبية في بطولة العالم لألعاب القوى 2009 لتكون أول ألقابه العالمية في منافسات خارج الصالات في برلين بعد ان حصل على الميدالية الفضية في ثلاث بطولات عالمية. حصل على الميدالية البرونزية في الألعاب الأولمبية الصيفية 2008 في بكين.

## روابط خارجية
- ياروسلاف ريباكوف على موقع الاتحاد الدولي لألعاب القوى (الإنجليزية)
- ياروسلاف ريباكوف على موقع الدوري الماسي (الإنجليزية)
- ياروسلاف ريباكوف على موقع اللجنة الأولمبية الدولية (الإنجليزية)
- ياروسلاف ريباكوف على موقع أوليمبيديا (الإنجليزية)

| مناصب رياضية      | مناصب رياضية                                                                                    | مناصب رياضية |
| ----------------- | ----------------------------------------------------------------------------------------------- | ------------ |
| سبقه أندري سيلنوف | أفضل رجال العام أداء للوثب العالي جنبا إلى جنب دونالد توماس، ستيفان هولم وكايرياكوس إيوانو 2007 | تبعه حالي    |